# 개뼈다귀
《개뼈다귀》 는 대한민국의 채널A에 방영 중인 예능 텔레비전 프로그램이다.

## 기획 의도
“사는 게 뭔지 모르겠다! 난 잘 살고 있는 걸까?” 누구나 한 번쯤 생각해봤을 내 인생에 대한 질문들! 그 질문에 대한 답을 찾고, 인생 중간 점검을 하기 위해 연예계 대표 개띠들이 뭉쳤다! 백세 시대의 딱 절반! 만 50세가 된 그들은 어떤 인생의 답을 내릴까? 매주 던져지는 질문과 그 답을 찾아가는 과정을 통해 인생을 돌아보는 <예능판 인생 지침서>

## 방송 일정
| 방송 채널 | 방송 기간                         | 방송 시간                       |
| --------- | --------------------------------- | ------------------------------- |
| 채널A     | 2020년 11월 8일 ~ 2021년 1월 10일 | 매주 일요일 저녁 7:50 ~ 밤 9:20 |

## 출연진
- 김구라
- 박명수
- 지상렬
- 이성재